# Hispanopithecus crusafonti
Hispanopithecus crusafonti és una espècie d'hispanopitec trobada a la zona del Vallès Occidental, a Catalunya.
Segons un estudi del 1994, aquesta espècie seria un sinònim de Dryopithecus laietanus.
Segons aquest estudi:
| « | (1) No hi ha proves morfològiques o mètriques convincents per donar suport al reconeixement de més d'una espècie de Dryopithecus a la depressió del Vallès-Penedès, (2) Tot el material del Vallès-Penedès es pot atribuir a D. laietanus (Villalta i Crusafont, 1944) (3) L'espècie D. crusafonti Begun, 1992 es considera insuficientment diferent de D. laietanus, i és reconegut aquí com a sinònim tardà d'aquest últim, i (4) La mandíbula d'El Firal dels Pirineus espanyols correspondria a Dryopithecus fontani. | » |

Tanmateix, estudis més recents el consideren una espècie a part dins del gènere Hispanopithecus.